# Cinemateca Brasileira
A Cinemateca Brasileira é uma instituição responsável pela preservação e promoção da produção audiovisual do Brasil. Desde 1940, desenvolve atividades em torno da restauração e da divulgação de seu acervo, com mais de um milhão de documentos relacionados ao cinema nacional e também estrangeiro do quais fazem parte fotografias, roteiros, livros, revistas e pôsteres.
A cinemateca preserva grande parte do conteúdo cinematográfico nacional, e por conta disso abriga a maior difusão do cinema brasileiro. É o maior acervo de "imagem em movimento" da América do Sul e uma das maiores instituições do gênero do mundo. Sua base de dados oferece a possibilidade de acesso online através do site.
A instituição é membro pioneiro da Federação internacional de Arquivo de Filmes – FIAF. Foi oficializada em 1949 como Filmoteca do Museu de Arte Moderna de São Paulo, tornando-se Cinemateca Brasileira em 1956, sob o comando do seu idealizador, conservador-chefe e diretor Paulo Emilio Sales Gomes.
Sediada na cidade de São Paulo, a cinemateca está localizada em duas unidades: na Vila Mariana, em um edifício histórico de 1887 tombado pelo Condephaat e Conpresp e cedido à instituição em 1988; e na Vila Leopoldina, em um galpão assentado sobre um antigo lixão.
A unidade da Vila Mariana conta com duas salas de exibição equipadas para a projeção dos diferentes formatos existentes em seu acervo. As salas contemplam desde a clássica e quase rara película em 35mm (padrão desde o início do cinema) até as tecnologias mais recentes de cinema digital. Também são realizadas sessões ao ar livre no jardim.
Desde 2022, a instituição é gerida pela Sociedade Amigos da Cinemateca, entidade criada em 1962, e que recentemente foi qualificada como Organização Social pelo Governo Federal.

## História
O embrião do projeto da Cinemateca Brasileira nasceu quando Paulo Emílio Salles Gomes, na época bacharel em filosofia pela Universidade de São Paulo (USP), emigrou para a Europa e conheceu o museu vivo de cinema francês. A emigração se deu em um contexto de fuga, já que ocorreu logo após Paulo Emilio escapar da sua prisão por ter participado da Intentona Comunista de 1935. Durante sua estadia na França, o estudante trabalhou diretamente na Cinémathèque Française, e lá aprendeu sobre a importância da cultura de preservação das obras audiovisuais.
De volta ao Brasil em 1940, iniciou seu projeto para difundir essa cultura cinematográfica no país ao fundar, juntamente com colegas da USP como Décio de Almeida Prado e Antonio Candido de Mello e Souza, o primeiro Clube de Cinema de São Paulo. O Clube se propunha a estudar o cinema por meio de projeções, conferências, debates e publicações. Porém, o projeto não conseguiu se desenvolver. Criado durante o período do Estado Novo, sob o governo de Getúlio Vargas, o primeiro Clube de Cinema de São Paulo foi fechado pelo Departamento de Imprensa e Propaganda (DIP), o que o forçou a operar de forma clandestina na residência de Emílio Machado e Lourival Machado a partir de 1941.

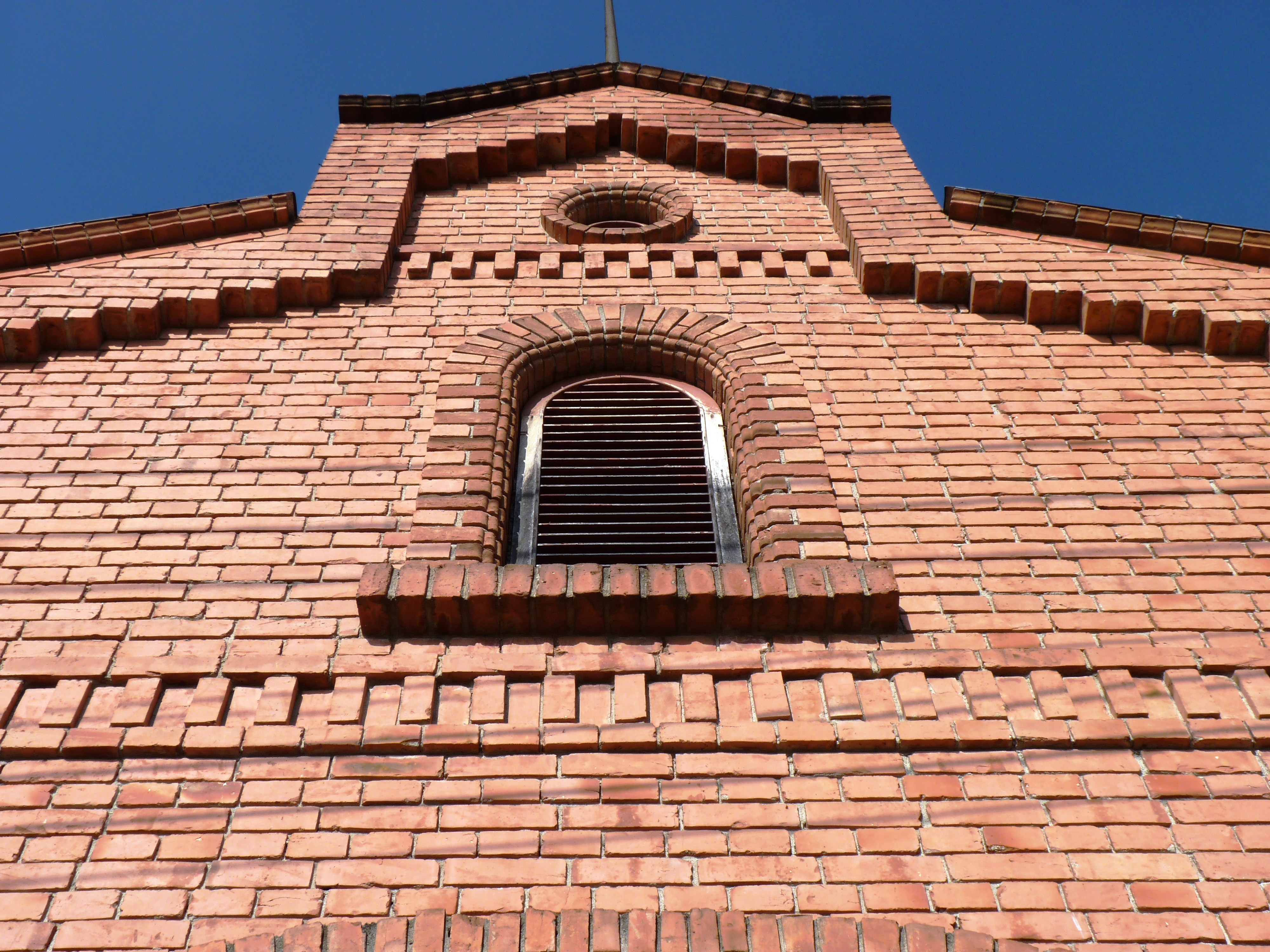
Detalhe da fachada da Cinemateca Brasileira

Após várias tentativas de se organizarem cineclubes, cinco anos depois, em 1946, foi oficializada a criação do segundo Clube de Cinema de São Paulo. Com direção composta por Almeida Salles, Múcio Porphyrio Ferreira, Rubem Biáfora, Benedito Junqueira Duarte, João de Araujo Nabuco, Lourival Gomes e Tito Batini, a associação foi responsável pela consolidação da ideia de Paulo Emílio e pela criação da Cinemateca Brasileira. A vivência de Paulo Emílio Salles como pesquisador na Cinemateca Francesa e a convivência do mesmo com Henri Langlois, diretor da instituição, são parcialmente responsáveis pelo seu comprometimento com a criação da Cinemateca Brasileira. Em setembro de 1947, ele filiou o Clube a International Federation of Films Society - IFFS (Federação Internacional dos Clubes de Cinema, em tradução livre), o que lhe permitiu acesso a uma pequena coleção de filmes. Porém, a real construção de seu arquivo fílmico veio em 1948, com a filiação à International Federation of Film Archives - FIAF (Federação Internacional de Arquivos de Filmes, e tradução livre).
Em março de 1949, o Clube estabeleceu um acordo com o então recém-criado Museu de Arte Moderna de São Paulo (MAM), para a criação da Filmoteca do Museu de Arte Moderna de São Paulo, com o intuito de fortalecer a produção cultural brasileira por meio de grandes mostras realizadas em conjunto com outras instituições culturais de São Paulo e objetivando a geração de espectadores com capacidade crítica. O desligamento do MAM em busca de maior autonomia veio em 1956, quando o clube se transformou em Cinemateca Brasileira, uma sociedade civil sem fins lucrativos com a intenção de preservar o patrimônio cinematográfico nacional e universal. Em 1984, a Cinemateca foi incorporada ao governo federal como um órgão do então Ministério de Educação e Cultura (MEC). No dia 12 de agosto de 2003, a Cinemateca Brasileira foi incorporada à Secretaria do Audiovisual do Ministério da Cultura.
Obra do arquiteto Alberto Kuhlmann, a Cinemateca Brasileira foi implantada em 1992 no antigo matadouro municipal na Vila Mariana, região da Zona Sul na cidade de São Paulo. Seus edifícios históricos foram construídos em 1887 para receber o antigo matadouro da baixada do Humaitá (que existia desde 1856) e tombados pelo Condephaat – Conselho de Defesa do Patrimônio Histórico, Artístico, Arqueológico e Turístico do Estado de São Paulo, e restaurados pela entidade. Utiliza-se os edifícios remanescentes do "núcleo histórico" do antigo Matadouro, que foram restaurados e adaptados às suas necessidades atuais, como centro de documentação, áreas de apoio, sanitários e salas de cinemas e eventos. Além das antigas edificações, foram construídas também instalações para abrigar laboratórios de restauro de filmes, depósitos, arquivos de matrizes e áreas administrativas.
Ainda que, ao longo de sua história, a Cinemateca tenha sido incorporada por órgãos políticos, conseguir recursos para mantê-la sempre foi uma dificuldade dos fundadores. Tanto as instituições públicas quanto as privadas exerciam certa resistência em financiar os projetos e ceder capital. Os mecenas, como Assis Chateaubriand e Francisco Matarazzo Sobrinho, não viam motivos para que houvesse um “museu” de elementos audiovisuais. Já o poder público muitas vezes recusava-se a financiar esse centro de distribuição e preservação paralelo, dando preferência ao circuito comercial de cinema.

Em texto escrito em 1958, sobre o cineasta Eisenstein, Paulo Emílio Salles Gomes escreveu sobre os poucos recursos da Cinemateca:
Hoje é um dos maiores acervos cinematográficos do Brasil. Emílio Salles também deixou bem claro qual o princípio do seu conceito de cinemateca, como parte de um projeto abrangente voltado para a educação pública e políticas culturais do país, evidenciando a importância desta como uma revolução no campo educacional.
Em 2016, o Ministério da Cultura selecionou a Associação de Comunicação Educativa Roquette Pinto (Acerp) para ser gestora da Cinemateca Brasileira. O anúncio foi publicado no Diário Oficial da União no dia 9 de novembro de 2016. Entre os principais objetivos da Acerp estão a identificação, descrição, classificação, catalogação, indexação e digitalização de obras do acervo da Cinemateca, como livros, cartazes e documentos. A Acerp pode receber, entre 2016 e 2019, até R$ 3,5 milhões para gerir a Cinemateca e também tem o dever de preservar e restaurar o acervo, informatizar a base de dados da Organização, administrar as programações e diferentes tipos de eventos no local e analisar os diversos materiais audiovisuais do local. A atriz e ex-Secretária Especial de Cultura Regina Duarte foi cotada para assumir o cargo de presidente da Cinemateca Brasileira, mas não chegou a assumir o cargo.
Em 2025, a Netflix firmou um patrocínio cultural no valor de R$ 5 milhões para a instituição com a finalidade da elaboração de de projetos para a restauração, modernização e ampliação do complexo arquitetônico do espaço.

## Sociedade Amigos da Cinemateca
A SAC (Sociedade de Amigos da Cinemateca) é uma entidade civil sem fins lucrativos criada em 1962, por iniciativa de Dante Ancona Lopez, que tem como objetivo desenvolver ações de apoio à Cinemateca Brasileira. Sua atuação está principalmente voltada para a difusão da cultura do cinema e da produção audiovisual do país, além da viabilização de projetos da Cinemateca. Por muitos anos, ficou instalada em uma pequena sala do Cine Belas Artes, onde promovia as retrospectivas dos filmes nacionais e estrangeiros.
A SAC desenvolveu um importante trabalho de formação de público cinematográfico por meio da realização de festivais e mostras de filmes inéditos na Sala Cinemateca. Atualmente, ela promove a exibição de filmes, palestras, debates, cursos, pesquisas históricas, pesquisas artísticas, exposições, produção e edição de livros. Também é responsável pela captação de recursos, por meio da Lei Rouanet e de convênios com a Prefeitura de São Paulo e com a União, para a realização de projetos especiais, como o restauro de filmes, a digitalização de cartazes e obras, além da compra de equipamentos diversos.

## Laboratório de Restauração

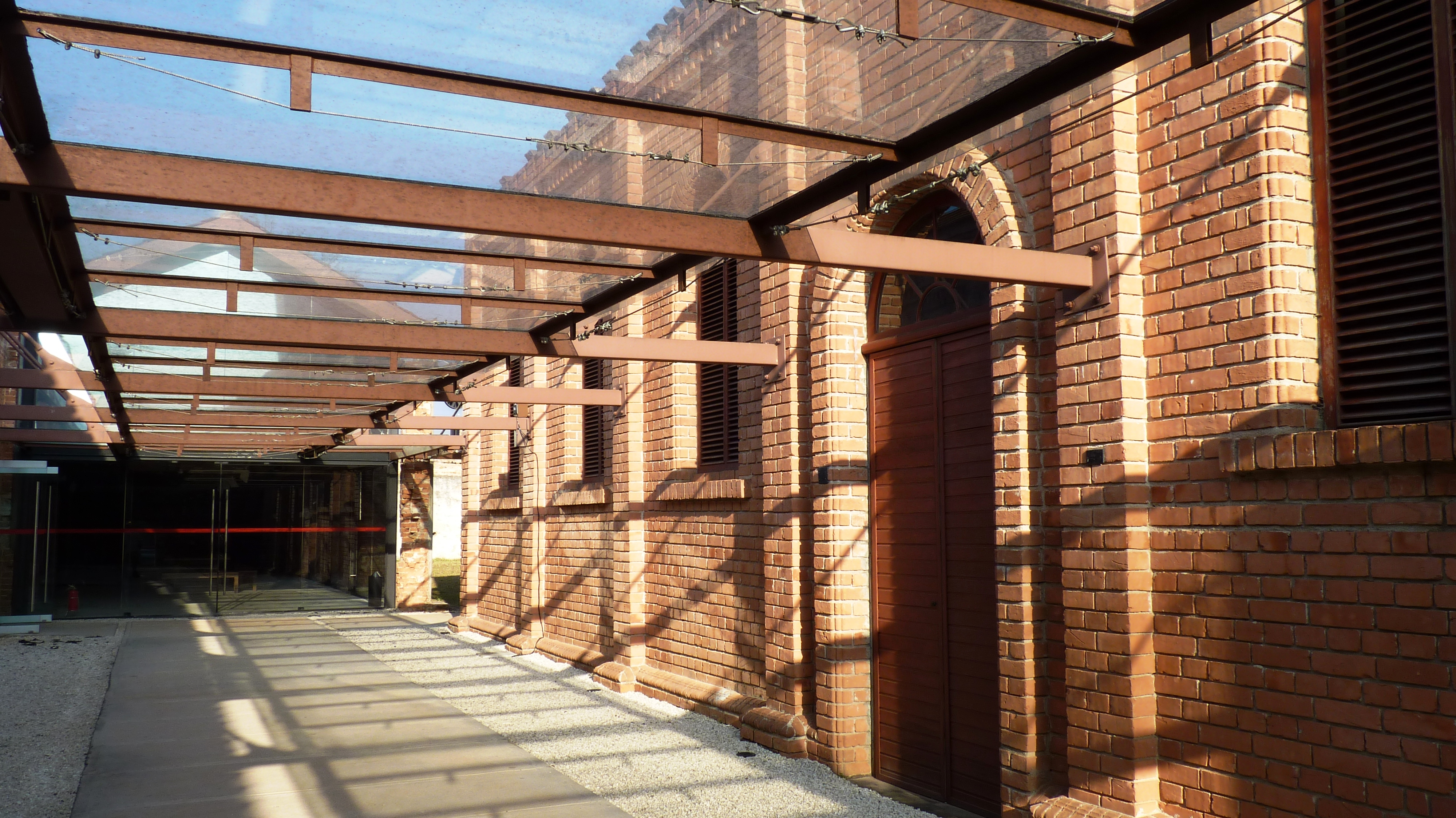
Corredor central da Cinemateca Brasileira

Desde 1978, a Cinemateca Brasileira possui um Laboratório de Restauração devidamente equipado, que foi reconhecido pela FIAF (International Federation of Film Archives) como um exemplo para as cinematecas latino-americanas. Entre as suas atividades permanentes está a restauração de filmes do acervo em estado de deterioração, a transferência de materiais em suporte de nitrato de celulose para suporte de segurança (poliéster) e a confecção de cópias (matrizes ou reproduções para empréstimo).
O que diferencia o Laboratório de Restauração da Cinemateca Brasileira dos demais são equipamentos como: o copiador óptico, capaz de processar filmes 35 mm com até 4% de encolhimento; a mesa de comparação com 4 pistas; a moviola-telecine para filmes de 35 mm e de 16 mm que, ao contrário de copiadores normais, consegue projetar filmes até mesmo em estado de alta deterioração. É também um dos poucos que faz controle sensitométrico de cópias em 35 e 16 mm.
Além de cuidar da recuperação de materiais do acervo da Cinemateca Brasileira, o Laboratório de Restauração também está envolvido em projetos externos, que são fruto de parcerias com produtores e pesquisadores. Um exemplo disso é o Acervo Glauber Rocha - Cooperação técnica para a restauração do acervo Glauber Rocha. Atualmente, estão sendo trabalhados os longas-metragens Barravento (filme) e A idade da terra.

## Sala Cinemateca

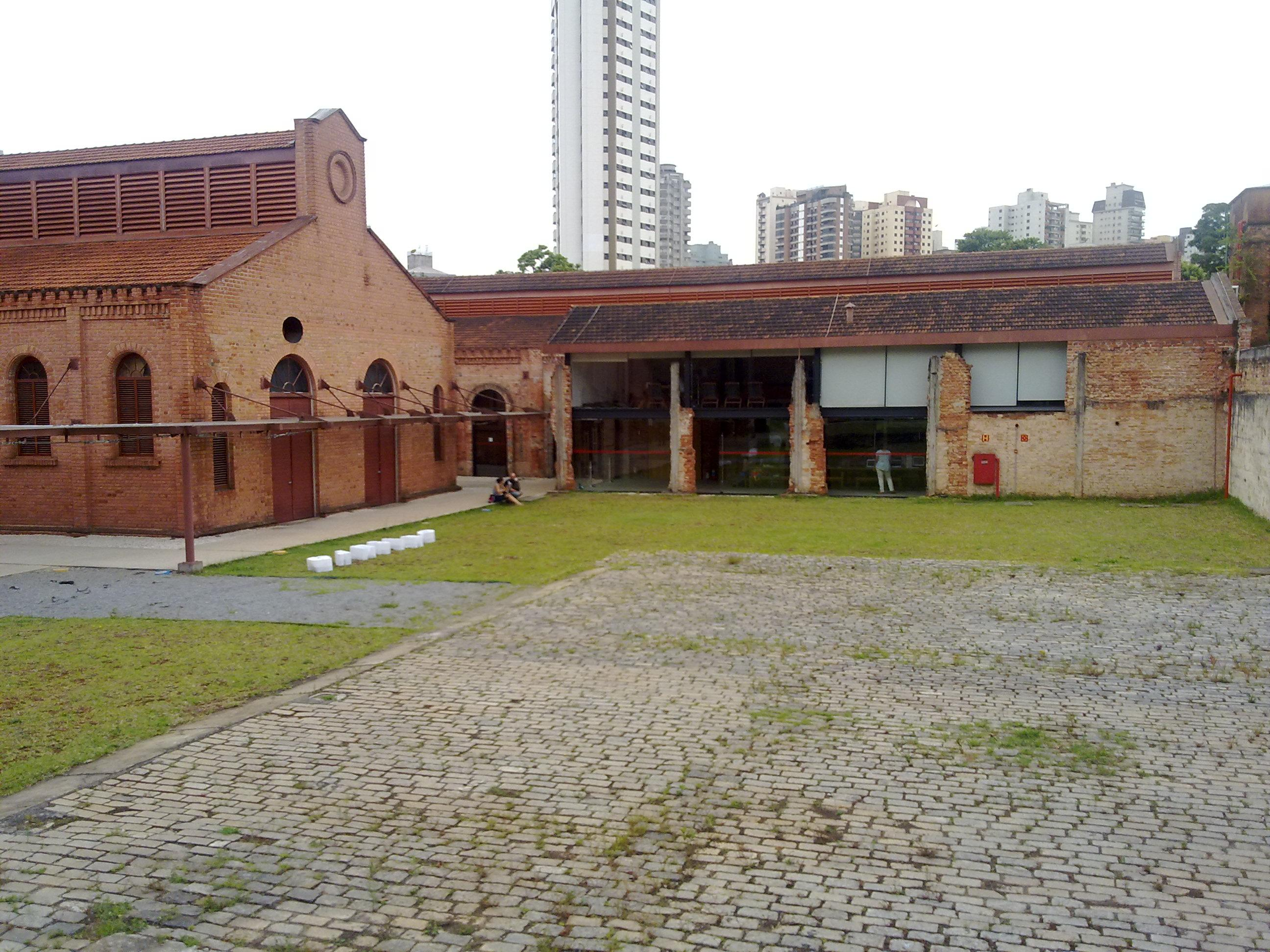
Vista lateral da Cinemateca Brasileira, onde acontece exibições ao ar-livre

A Sala Cinemateca foi inaugurada em 10 de março de 1989, no espaço onde funcionava o Cine Fiametta, na rua Fradique Coutinho, em Pinheiros. O filme em cartaz era "A Paixão de Joana D’Arc", de Carl Dreyer.
Durante oito anos, mais de 200 mil pessoas assistiram a retrospectivas variadas promovidas pela Sociedade Amigos da Cinemateca, muitas vezes formadas por obras inéditas.
No local, o público pode conhecer o estilo de importantes autores estrangeiros, tais como Charles Chaplin, Orson Welles, David Griffith, Ingmar Bergman, Federico Fellini, Pier Paolo Pasolini, Luchino Visconti, Jean-Luc Godard, François Truffaut Jean Renoir, Fritz Lang, Friedrich Murnau, Carl Dreyer, Yasujiro Ozu, Akira Kurosawa, Kenji Mizoguchi, Roberto Rosselini e Andrei Tarkovski.
Em 5 de novembro de 1997, a Sala Cinemateca foi transferida para a sede oficial da entidade, na Vila Clementino. No final de 2005, a sala passou por uma reforma, sendo reaberta em março de 2006 incluindo equipamentos modernos de projeção e som que proporcionam uma exibição de alta qualidade técnica, de acordo com as normas internacionais.
A programação da Sala mescla a exibição de obras do acervo da Cinemateca com produções expressivas de outros acervos, proporcionando a união do clássico e do moderno. Além disso, oferece, todas as terças-feiras, uma programação gratuita para escolas, além de sessões de curtas-metragens e um curso de história do cinema.
Anexo à Sala Cinemateca está o Espaço de Exposições Paulo Emílio Salles Gomes. Foi inaugurado com a exibição do filme "O descobrimento do Brasil", de Humberto Mauro.

## Imagens em movimento
O acervo de imagens é formado por cerca de 250 mil rolos de filmes, que correspondem a 42 mil títulos de todos os períodos da cinematografia audiovisual nacional, possuindo obras de ficção, documentários, cinejornais, filmes publicitários e registros familiares, nacionais e estrangeiros, produzidos desde 1895. Quanto ao acervo da biblioteca é de aproximadamente 70 mil itens: livros, recortes de jornais, periódicos, catálogos, produção acadêmica e folhetos, etc.
As coleções mais significativas de cinejornais são as do Cine Jornal Brasileiro, Carriço e Bandeirantes da Tela, todos feitos a partir da década de 1930, em nitrato de celulose.
Também pertence ao acervo a coleção de imagens da extinta TV Tupi – a primeira emissora de televisão brasileira. Em 1985, a instituição herdou 180 000 rolos de filme 16 mm com reportagens veiculadas nos telejornais da emissora, além de fitas de vídeo com a programação de entretenimento.
Os filmes e vídeos são incorporados à Cinemateca Brasileira através de depósito, doação e depósito legal. O depósito de filmes e outras mídias é regido pelo Contrato de Depósito.

## Acervo digital
Desde 2016, o acervo da Cinemateca Brasileira, que possui mais de 250 mil rolos de filmes, composto por curtas, médias, longas-metragens, cinejornais, obras de ficção e documentários, está disponível em versão digital. Por meio de página na internet é possível conferir telenovelas antigas, filmes e reportagens de produções brasileiras e internacionais. Para conferir o acervo, basta entrar no site do Banco de Conteúdos Culturais (BBC). Em 2016, cerca de 50 mil usuários realizaram 781 319 visualizações no site - sendo mais de oito mil de cunho internacional - que inclui reportagens da TV Tupi, produções dos estúdios Vera Cruz e Atlântida, além de um vasto acervo de entrevistas, filmes mudos e reportagens nacionais e internacionais.

## Logo atual

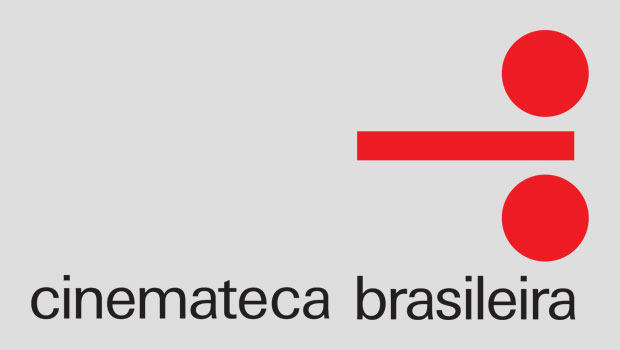
Logo atual da Cinemateca Brasileira

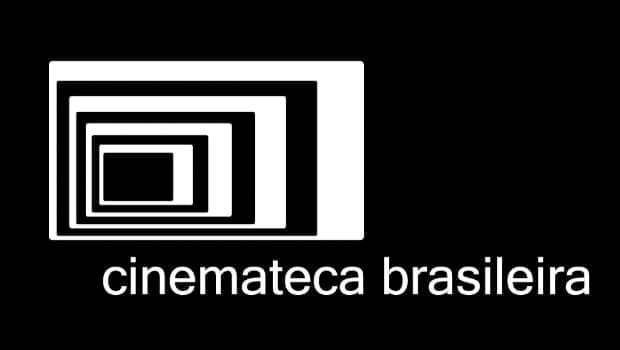
Logo utilizado de 2018 a 2021

Criado originalmente por Alexandre Wollner, em 1954, o logo antigo usado pela Cinemateca Brasileira foi inicialmente utilizado pela filmoteca do Museu de Arte Moderna de São Paulo. Falecido em maio de 2018, Wollner estudou na Escola de Ulm (Hfg–Ulm), baseada na cidade de Ulm, na Alemanha, com o objetivo de promover os princípios da Bauhaus, movimento originado pela primeira escola de design, artes plásticas e arquitetura alemã.
Em 1962, o logo ganhou pequenos ajustes e, em 1984, ganhou a assinatura "cinemateca brasileira." Depois de passar por 4 mudanças de design e edições diferentes, o logo era composto por uma reta e dois círculos, todos da cor vermelha. Tais elementos representavam um corte transversal de um projetor de filmes antigos. "Wollner foi um dos pioneiros da arte concreta no Brasil. Ou seja, a arte que usava formas geométricas e uma referência direta a Bauhaus".
A partir de 2018, a Cinemateca passou a usar um novo logo, em aspecto 3D representando uma tela de projeção de filmes em formas geométricas.
Em 2022, o logotipo original, criado pelo designer Alexandre Wollner em 1954, voltou a ser utilizado.

## Incêndios
A Cinemateca Brasileira sofreu com 5 incêndios ao longo de sua história. O primeiro deles aconteceu em Setembro de 1957 e foi causado pela autocombustão sofrida pelos filmes em suporte de nitrato de celulose, o que resultou na destruição de todas as instalações da organização e quase todo seu acervo, até então localizados na rua Sete de Abril, no centro de São Paulo. Para a recuperação, a instituição recebeu apoio e doações de diversas entidades nacionais e estrangeiras. O segundo incêndio ocorreu em Abril de 1969 e também levou a Cinemateca a uma situação de crise, quando foram perdidos 2 000 filmes do acervo. O terceiro, com semelhantes causas e consequências, aconteceu em 1982 e levou a perda de 1 500 fitas.
O quarto incêndio sofrido pela Cinemateca ocorreu em 3 de Fevereiro de 2016, quando exatamente 1 007 rolos de filmes, armazenados na atual sede da instituição, foram perdidos em outro incêndio, segundo nota oficial do Ministério da Cultura. Ainda de acordo com a nota, neste último caso, foram perdidos filmes nacionais originais de 731 títulos, que consistiam em cinejornais (98,1%), curtas-metragens (1,7%), testes de atores de longa metragem (0,1%) e um registro publicitário (0,1%).
Em 29 de julho de 2021, ocorreu o quinto e mais recente incêndio. De grandes proporções, atingiu um dos depósitos da Cinemateca, localizado longe da sede, na Vila Leopoldina, Zona Oeste da cidade de São Paulo. No local, encontravam-se armazenados documentos e filmes de longas e curtas-metragens. Após esse incêndio, foi reaberta em 13 de julho de 2022, e um dos filmes exibidos na estreia foi A Praga, de Zé do Caixão, que foi exibido ao público pela primeira vez.
Em 24 de fevereiro de 2025, a Cinemateca registrou um princípio de incêndio, causado por um curto-circuito em um componente do sistema de climatização em uma área isolada da instituição. O incidente deixou nenhum ferido e sem risco para o acervo audiovisual da instituição.